# Geographic Data Files
Geographic Data Files (GDF; deutsch Geografische Datendateien) ist ein von der Autonavigationsindustrie entwickeltes konzeptuelles und logisches Datenmodell mit Definition eines nicht binären Standard-Dateiaustauschformates für vektorisierte Kartendaten, im Speziellen für Straßenkarten. Es wurde unter der Norm ISO/DIS 14825:2011 beschrieben (GDF5.0-Ausgabe des Standards ersetzt GDF4.0 von 2004). Traditionell haben GDF-Dateien Felder mit fester Breite und 80 Zeichen pro Zeile. Die einzelnen Records können durch Continuation Records fortgesetzt werden. Die jüngste Überarbeitung des GDF-Standards durch ISO sieht neuerdings auch XML- und SQL-basierte Formate vor.

## Struktur
Die Karten-Objekte sind in drei Ebenen abgelegt:
- Level 0: Die Geometrie
- Level 1: Simple Features
- Level 2: Complex Features

### Level 0
Hier befindet sich die Geometrie in Form von Punkten (Nodes), Linien (Edges) und Flächen (Faces), wobei die Edges aus Nodes und Shapepoints gebildet werden und mehrere Edges zu Faces zusammengefasst werden.

### Level 1
Auf dieser Ebene werden Karten-Objekte mit Attributen versehen. Es kann bei einigen Herstellern zu Features ohne Topologie kommen, in der Regel sind aber die Features mit ein oder mehreren Nodes, Edges oder Faces versehen, so dass sich die Features nach ihrer Geometrie in Line-, Point- und Area-Features einteilen lassen.
Die Karten-Objekte werden mit Feature Codes kategorisiert; Feature Codes werden zu einem Teil schon im GDF-Standard spezifiziert und können zum anderen Teil vom einzelnen GDF-Hersteller definiert werden (hierzu wird im GDF-Header ein Feature Specification Record angelegt). Ein Beispiel für den vierstelligen numerischen Code: Feature Code „4110“ Road Element.
Die Attribute werden in Segmented Attribute Records abgelegt und enthalten, ähnlich wie die Feature Codes, teilweise durch GDF, teilweise durch den GDF-Hersteller spezifizierte Codes. Beispiel: „FW“ = Form of Way.

### Level 2
Complex Features werden aus ein oder mehreren Features oder Complex Features zusammengefasst und bekommen einen neuen Satz Attribute. 
Zum Beispiel lässt sich ein Bundesland als Complex Feature zusammengesetzt aus Landkreisen erfassen, wobei die Kreise Complex Features aus Städten und diese wiederum Complex Features aus Stadtteilen sein können. Complex Features können aber auch aus verschiedenen Relationships bestehen.
Außerdem können zwischen allen Features und Complex Features Beziehungen durch Relationships dargestellt werden.
GDF unterscheidet sich von einfachen Austauschformaten nicht zuletzt durch die Anweisungen, die festlegen, wie Daten zu strukturieren und zu erfassen sind.
Es gibt im GDF auch z-Koordinaten, die aber in aktuellen Implementationen selten zum Einsatz kommen (z. B. als Höheninformation von Gebäuden, dort aber nicht kartesisch, sondern als Anzahl von aufzutürmenden, festen Höheneinheiten).
Das Format ist sehr skalierbar und hat keine Grenze für die Genauigkeit der Daten, da die Felder, in die die Koordinaten geschrieben werden, durch Field Definition Records und Record Definition Records allen Bedürfnissen angepasst werden können; es gibt aber auch keine Mindestgenauigkeit oder minimale Feature-Erfordernisse. Durch die Möglichkeit der individuellen Erstellung eigener Features mittels Feature Definition Records ist der Einsatz von GDF nicht auf Straßenkarten beschränkt.

## Hersteller
Die Firmen Navteq und TomTom sind die beiden wichtigsten Ersteller von Navigationsdatensätzen.